# ジェイコム南横浜
株式会社ジェイコム南横浜（ジェイコムみなみよこはま）は、かつて神奈川県横浜市港南区に本社を置き、ケーブルテレビ（同時再放送、自主放送）と電気通信事業（インターネット接続、IP電話）を主たる業務とし、有線一般放送（ケーブルテレビ局）を運営する一般放送事業者および電気通信事業者であった。
株式会社ジュピターテレコム（J:COM）の連結子会社であり、会社および局呼称は「J:COM 南横浜」であった。

## 沿革
- 1988年（昭和63年）8月25日 - シーエーティービー港南株式会社として設立。
- 1990年（平成2年）11月9日 - シーエーティービー港南が有線テレビジョン放送施設設置許可（港南区の全域）取得。
- 1992年（平成4年）4月1日 - シーエーティービー港南が港南エリア一部開局。
- 1994年（平成6年）
  - 11月 - 株式会社タウンテレビ金沢が設立。
  - 株式会社タウンテレビ横浜が設立。
- 1995年（平成7年）
  - 4月1日 - シーエーティービー港南が港南エリア全域開局。
  - 4月 - タウンテレビ金沢が有線テレビジョン放送施設設置許可（金沢区の全域）取得。
  - 9月 - タウンテレビ横浜が有線テレビジョン放送施設設置許可（戸塚区の一部、栄区の全域）取得。
- 1996年（平成8年）
  - 2月7日 - シーエーティービー港南が有線テレビジョン放送施設設置許可（戸塚区の一部）取得。
  - 4月1日 - タウンテレビ金沢が金沢エリア全域開局。
  - 10月2日 - タウンテレビ金沢が第一種電気通信事業許可取得。
  - 12月1日 - シーエーティービー港南が横浜市戸塚区矢部町に戸塚センターを開設し、戸塚エリア（現・戸塚北エリア）一部開局。
- 1997年（平成9年）
  - 7月1日 - タウンテレビ横浜が戸塚・栄エリア（現・戸塚南・栄エリア）一部開局[注 1]。
  - 9月1日 - タウンテレビ金沢がインターネット接続サービス「し〜ぷるねっと」開始。
- 2000年（平成12年）
  - 5月11日 - シーエーティービー港南が第一種電気通信事業許可取得。
  - 6月1日 - タウンテレビ金沢が、株式会社タウンテレビ横浜を合併。社名を株式会社タウンテレビ南横浜に変更。
  - 8月1日 - シーエーティービー港南が戸塚エリア（現・戸塚北エリア）でインターネットサービス開始。
  - 9月 - タウンテレビ南横浜が戸塚・栄エリア（現・戸塚南・栄エリア）の第二種電気通信事業許可取得。
  - 12月1日 - シーエーティービー港南が港南エリアでインターネットサービス開始。
- 2001年（平成13年）10月1日 - シーエーティービー港南が戸塚エリア（現・戸塚北エリア）全域開局。タウンテレビ南横浜がBSデジタル放送サービス開始。
- 2002年（平成14年）
  - 3月31日 - ジャパンケーブルネットがタウンテレビ南横浜の株式を取得。経営権が移りグループ局となる。
  - 6月28日 - 伊藤忠商事が、保有するシーエーティービー港南の株式をジャパンケーブルネットへ譲渡。経営権が移りグループ局になる。
- 2003年（平成15年）
  - 7月1日 - シーエーティービー港南が戸塚センターを廃止し、港南センターに統合。
  - 12月1日 - タウンテレビ南横浜が地上デジタル放送・JCNを用いたデジタル多チャンネル放送サービス開始。
- 2004年（平成16年）
  - 4月 - 電気通信事業登録。
  - 7月1日 - シーエーティービー港南が戸塚エリア（現・戸塚北エリア）で地上デジタル放送・BSデジタル放送・JCNを用いたデジタル多チャンネル放送サービス開始。
  - 8月25日 - タウンテレビ南横浜が電気通信役務利用放送法登録（有線テレビジョン放送事業施設設置許可より移行）。
- 2005年（平成17年）
  - 4月1日 -
    - シーエーティービー港南が、本社を横浜市港南区港南中央通から同市港南区上大岡西のゆめおおおか・オフィスタワーに移転[注 2]。
    - シーエーティービー港南が港南エリアで地上デジタル放送・BSデジタル放送・JCNを用いたデジタル多チャンネル放送サービス開始。
    - タウンテレビ南横浜がアナログ多チャンネル放送サービスのチャンネル番号をJCN各局共通番号に変更。

  - 10月1日 - シーエーティービー港南がアナログ多チャンネル放送サービスのチャンネル番号をJCN各局共通番号に変更。
- 2006年（平成18年）
  - 1月1日 - シーエーティービー港南エリアの呼称を「JCN港南」に変更。タウンテレビ南横浜エリアの呼称を「JCN南横浜」に変更。
  - 4月1日 - JCNサービスラインナップ導入。
  - 7月1日 - JCN港南が港南エリアでプライマリ電話サービス「ケーブルプラス電話」を用いた『JCN電話』開始。
  - 10月1日 - シーエーティービー港南がタウンテレビ南横浜を合併。社名を株式会社JCN横浜、局呼称を「JCNよこはま」に変更。
  - 7月1日 - 金沢エリアの一部でプライマリ電話サービス「ケーブルプラス電話」を用いた『JCN電話』開始。
- 2007年（平成19年）
  - 4月1日 - 会員誌「JCN plus」創刊。
  - 7月1日 - HDD内蔵録画機能付きSTB「録りま専科」提供開始。
  - 12月1日 - 金沢・港南・戸塚北エリアで『JCN VODサービス』開始。
- 2008年（平成20年）
  - 3月1日 -「コミュニティーチャンネル」が地上デジタル放送で開始。チャンネル名称が「JCNプラスチャンネル」に変更。
  - 4月1日 - JCNテレビに『デジエース』開始。
  - 6月1日 - 戸塚南・栄エリアの幹線設備、HFC方式設備懸架工事を開始。
  - 10月1日 - 「JCNプラスビデオ」開始。
- 2009年（平成21年）
  - 1月1日 - 戸塚南・栄エリアの設備をFTTH方式からHFC方式に順次切替。
  - 4月1日 -
    - DVD搭載HDD内蔵録画機能付きSTB「録りま専科DVD」提供開始。
    - 専用受信端末を用いた『JCN緊急地震速報』サービス開始。
    - JCNケータイ（au携帯電話）の販売開始。

  - 6月1日 - 双方向設置済みの「録りま専科」・「録りま専科DVD」利用者向けに、一部を除く携帯電話からの『ケータイ録画予約』開始。
  - 9月30日 - アナログ多チャンネル放送サービス終了。戸塚南・栄エリアの設備切替え終了。
- 2010年（平成22年）
  - 3月29日 - JCNインターネットに下り最大伝送速度160Mの『スピードスター160』開始。
  - 4月1日 -「JCNプラスチャンネル」で、デジタル録画コピー制御（コピーフリーからダビング10の運用）開始。
  - 7月1日 - JCNインターネットの『スタンダード』の下り最大伝送速度を8Mから15Mに増速。
- 2011年（平成23年）
  - 4月1日 - コミュニティチャンネルをハイビジョン化。
  - 7月24日 - 地上アナログ放送を終了し、地上放送デジアナ変換を暫定的に提供開始予定[1]。
- 2012年（平成24年）
  - 10月1日 -『JCNプラスチャンネル』の名称を『JCNよこはまチャンネル』に変更。新しいコミュニティチャンネル『にっぽんケーブルチャンネル』を放送開始。
- 2014年（平成26年）
  - 4月1日 - 親会社のジャパンケーブルネットがジュピターテレコムに吸収合併[2]。
  - 6月1日 - 「JCN」ブランドを廃止し、呼称を「J:COM 南横浜」に変更[3]。『JCNよこはまチャンネル』の名称を『J:COMチャンネル南横浜』に変更。
    - J:COM統一サービス名称として『J:COM TV』、『J:COM NET』および『J:COM PHONE』を制定し展開。
    - J:COMサービスラインナップ導入。
    - 『J:COM PHONE プラス』を提供開始。
    - 「にっぽんケーブルチャンネル」（JCN）を「J:COMテレビ」（J:COM）に統合[4]。

  - 7月1日 - 商号を株式会社ジェイコム南横浜に変更[3]。
  - 10月1日 -『J:COM WiMAX 2+』を提供開始。
- 2015年（平成26年）
  - 4月23日 - 地上放送デジアナ変換暫定的提供の終了。
  - 10月29日 - J:COM MOBILEのサービス開始
- 2019年（平成31年）4月1日 - ジェイコム湘南・神奈川に吸収合併され、会社解散[5]。

## 事業所
- 本社 - 神奈川県横浜市港南区上大岡西1丁目6番1号　ゆめおおおか・オフィスタワー19階

- 南横浜営業事務所 - 神奈川県横浜市港南区上大岡西1丁目6番1号　ゆめおおおか・オフィスタワー（本社内）

## 提供区域内自治体
- 神奈川県
  - 横浜市
    - 金沢区、港南区、栄区、戸塚区

## 業務内容
- 2019年（平成31年）3月31日時点。

統一サービス
1. J:COM TV（テレビ放送サービス[注 3]）
  1. 双方向機能（STBインターネット接続サービス）
  2. インタラクTV（STBテレビ向け情報サービス）
  3. ナビシェル（STB向けご案内画面サービス）
  4. J:COMオンデマンド（VODサービス）
  5. リモート録画予約（番組録画予約）
  6. ジェイコム マガジン（番組ガイド誌）
  7. J:COMチャンネル（第一コミュニティチャンネル）
  8. J:COMテレビ（第二コミュニティチャンネル）
2. J:COM NET（インターネット接続サービス）
  1. ZAQ（インターネットサービスプロバイダ）
  2. J:COM WiMAX 2+（4G（WiMAX）サービス[注 4]）
3. J:COM PHONE（固定電話（CATV電話）サービス）
  1. J:COM PHONE プラス（VoIP方式（プライマリ電話）サービス）[注 5]）
4. J:COM 電力
5. J:COM MOBILE（4G（LTE）サービス[注 6]）

付加サービス
- J:COM 緊急地震速報

### J:COM TV

#### 地上デジタル放送
- 表中、「伝送方式」欄の『部類』に関しては下記を参照。
  - 「PT」はパススルー方式。
  - 「TM」はトランスモジュレーション方式。
- 表中、『記号』に関しては下記を参照。
  - 「●」は視聴可能。
  - 「×」は視聴不可。
  - 「?」は不明。
- 2019年（平成31年）3月31日時点。

| リ モ コ ン キ \| ID | 放送局                | 三桁 チャンネル | 伝送方式 | 伝送方式 | 備考         |
| リ モ コ ン キ \| ID | 放送局                | 三桁 チャンネル | PT       | TM       | 備考         |
| -------------------- | --------------------- | --------------- | -------- | -------- | ------------ |
| 1                    | NHK総合・東京         | 011 012         | ●        | ●        |              |
| 2                    | NHKEテレ東京          | 021 022 023     | ●        | ●        |              |
| 3                    | tvk                   | 031 032 033     | ●        | ●        |              |
| 4                    | 日本テレビ            | 041 042         | ●        | ●        |              |
| 5                    | テレビ朝日            | 051 052 053     | ●        | ●        |              |
| 6                    | TBS                   | 061 062         | ●        | ●        |              |
| 7                    | テレビ東京            | 071 072 073     | ●        | ●        |              |
| 8                    | フジテレビジョン      | 081 082 083     | ●        | ●        |              |
| 9                    | TOKYO MX              | 091 092 093     | ●        | ●        | 区域外再放送 |
| 10                   | J:COMテレビ           | 101 102         | ●        | ×        |              |
| 11                   | J:COMチャンネル南横浜 | 111 112         | ●        | ●        |              |

#### FMラジオ
- 2019年（平成31年）3月31日時点。

| MHz  | 放送局      | 備考 |
| ---- | ----------- | ---- |
| 79.0 | TOKYO FM    |      |
| 77.6 | J-WAVE      |      |
| 82.2 | NHK横浜-FM  |      |
| 83.2 | InterFM897  |      |
| 83.9 | bayfm       |      |
| 85.7 | Fm yokohama |      |